# 64e armée
La 64e armée était une unité de l'Armée rouge durant la Seconde Guerre mondiale.

## Histoire
Créée en juillet 1942, elle fait partie du front de Stalingrad chargé d'empêcher la VIe armée allemande d'atteindre  la ville de Stalingrad. Commandée lors de sa création par Vassili Gordov, qui est nommé quelques jours plus tard à la tête du front, elle passe très vite sous le commandement effectif de son second Tchouïkov qui n'aura pas de supérieur avant la nomination de Choumilov au mois d'août, qui restera à la tête de l'unité jusqu'à la fin de la guerre.
Positionné dans la partie sud de la boucle du Don seule son aile nord est touchée par l'offensive de la VIe armée en juillet, mais elle doit faire face début août à une tentative de débordement de la IVe armée blindée venue du sud.
Elle est alors rattachée au front du Sud-Est qui réussit à stopper la IVe armée blindée jusqu'à la fin du mois, où une brusque percée de celle-ci, conjuguée à l'avancée de la VIe armée au nord, ne menace la 64e armée d'encerclement et n'oblige à reculer en deux jours de près de 80 km vers l'est, pour se positionner au sud de Stalingrad.
L'avancée de la IVe armée blindée vers la Volga coupe la 64e en deux : son aile nord se trouve enfermée dans Stalingrad et est alors rattachée à la 62e armée, son aile sud tient le front au sud de la ville (notamment la poche de Beketovka). À partir de ces positions, la 64e armée lance des contre-attaques de plus en plus puissantes entre septembre et novembre 1942, la dernière atteignant les faubourgs de Stalingrad, qui cependant ne représentent jamais une menace sérieuse pour les Allemands.
Elle participera en novembre à l'opération Uranus, qui encercle la VIe armée dans Stalingrad puis en janvier 1943 à l'opération Koltso qui permet la reconquête de la ville et la destruction finale des troupes allemandes encerclées.
La 64e armée est promue au titre de 7e armée de la Garde le 7 mai 1943. Elle disparaît avec son ancien nom.

## Ordre de bataille

### Bataille de la boucle du Don
- 18e Division d'infanterie
- 29e Division d'infanterie de la Garde
- 112e Division d'infanterie (Sologub)
- 214e Division d'infanterie (Birioukov)
- 229e Division d'infanterie
- 66e Brigade (Division?) d'infanterie de marine (Smirnov)
- 154e Brigade (Division?) d'infanterie de marine
- 40e Brigade blindée
- 137e Brigade blindée (chars lourds KV, chars légers T-60)
- 4 Régiments d'élèves officiers

### Opération Uranus

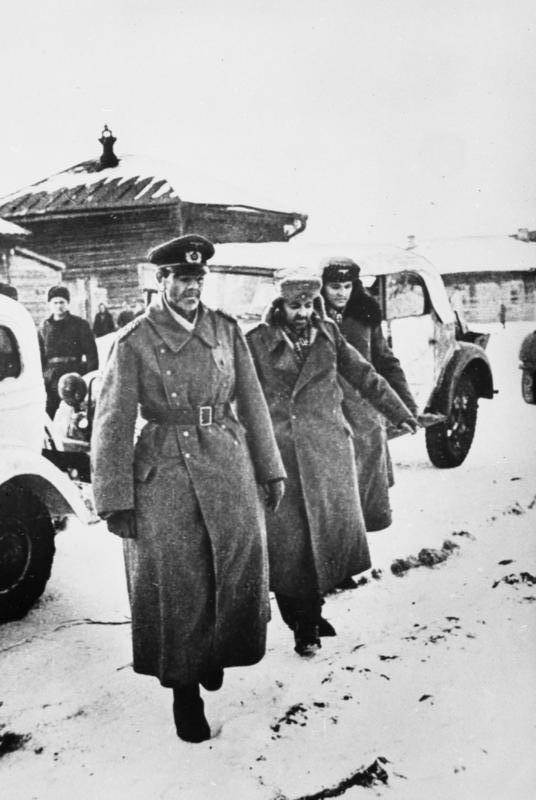
Le 31 janvier 1943, le récemment promu Generalfeldmarschall Friedrich Paulus (à gauche), avec son état-major, vient présenter sa reddition au quartier général de la, installé à Beketovka (quartier sud-ouest de Stalingrad).

- 36e division de fusiliers de la Garde (en)
- 29e division de fusiliers (2e formation)
- 38e division de fusiliers (2e formation)
- 126e division de fusiliers (2e formation)
- 138e division de fusiliers (1re formation) (en)
- 214e division de fusiliers (2e formation) (ru) (du 10.07 au 11.08.1942, commandant : le général de division Nikolaï Birioukov (en))
- 157e division de fusiliers (1re formation)
- 169e division de fusiliers (1re formation) (en)
- 66e brigade de fusiliers de marine (ru)
- 154e brigade de fusiliers de marine (ru)
- École d’infanterie de Krasnodar (à partir du 24 juillet 1942 réorganisé en régiment de cadets de Krasnodar)
- Détachement de l'école d'infanterie de Jytomyr (ru) (à partir du 24 juillet 1942 réorganisé en régiment d'infanterie de Jytomyr)
- 1re unité de l'école d'infanterie d'Ordzhonikidze (à partir du 24 juillet 1942 réorganisé en 1er régiment de cadets d'Ordzhonikidze)
- 3e unité de l'école d'infanterie d'Ordzhonikidze (à partir du 24 juillet 1942 réorganisé en 3e régiment de cadets d'Ordzhonikidze)
- 118e zone fortifiée
- 594e régiment d'artillerie (ru)
- 156e bataillon de construction de ponts séparé

- 270e régiment de fusiliers de troupes internes du NKVD (ru) (du 25 juillet au 1er septembre 1942), sous le commandement opérationnel du quartier général des troupes d'arrière-garde du NKVD (ru), assurait le service défensif derrière la 64e armée[3]

## Commandants
- Du 10 juillet au 4 août 1942 : lieutenant général Vassili Tchouïkov
- Du 4 août 1942 au 17 avril 1943 : lieutenant général Mikhaïl Stepanovitch Choumilov

## Galerie de photos
- Images se rapportant à la 138e division de fusiliers (de la 64e puis de la 62e armée) qui a défendu « l'îlot Lioudnikov » (nord de Stalingrad, en bordure de Volga)

Images se rapportant à la de fusiliers (de la 64e puis de la) qui a défendu « l'îlot Lioudnikov » (nord de Stalingrad, en bordure de Volga)
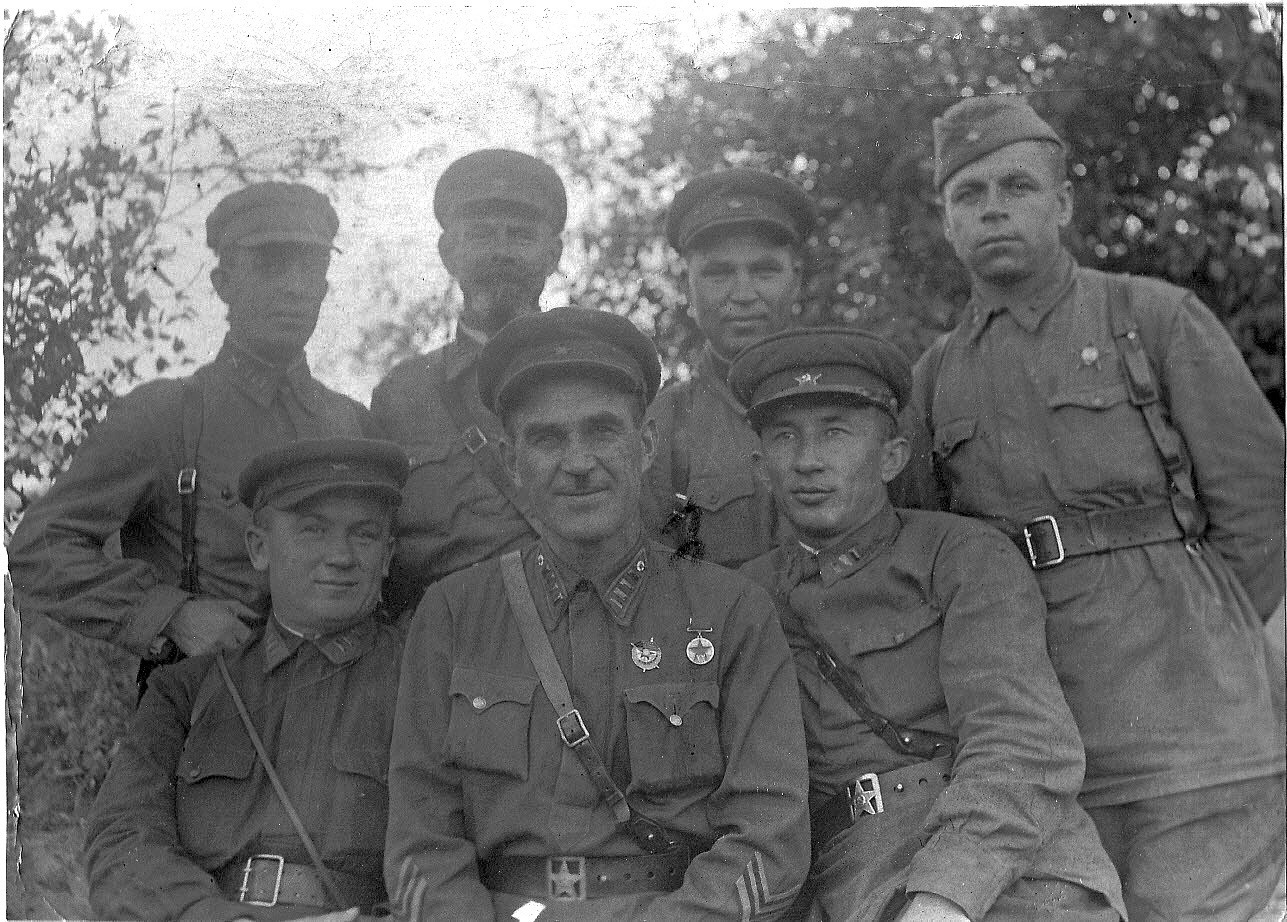
L'état-major de la 138e division (été 1942). De gauche à droite, au premier rang : le chef d’état-major V. I. Tchouba, le général commandant la division I. Lioudnikov, le haut-commissaire N. I. Titov. Au second rang, le premier à gauche, Sergueï Iakovlevitch, commandant l’artillerie.
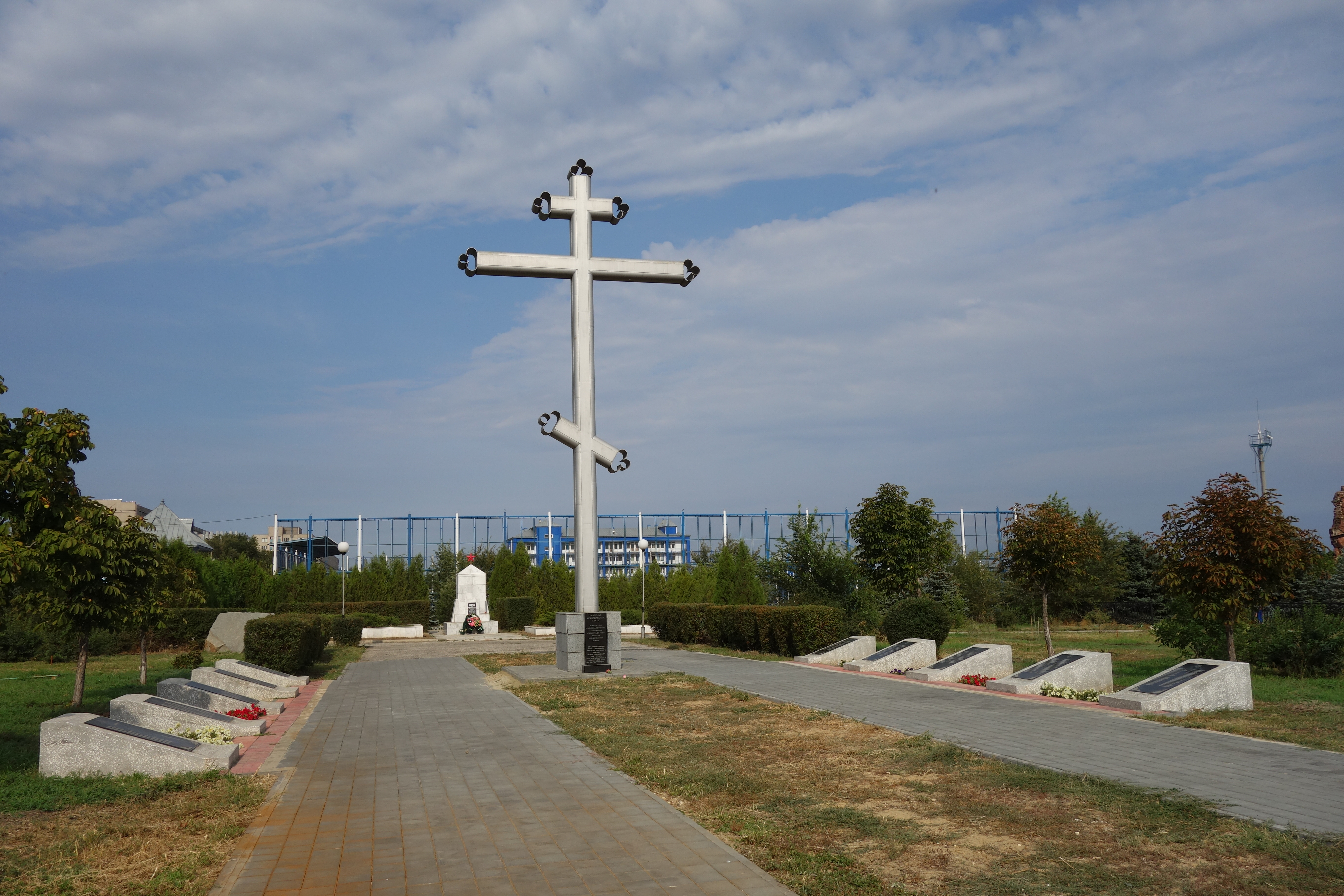
L'ossuaire de la 138e division (près de la zone de combat — une ancienne usine — appelée « Barrikady »).
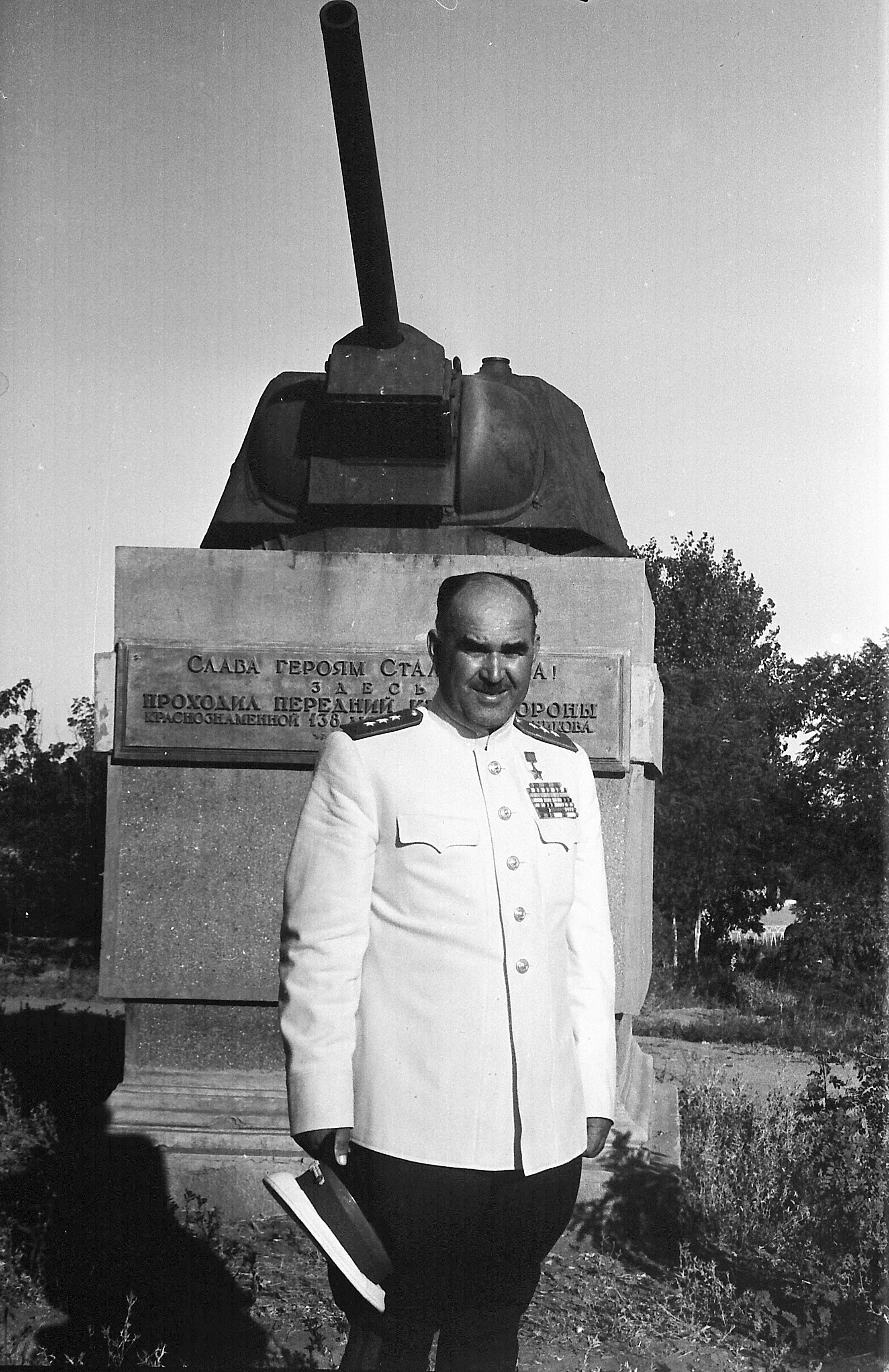
Le général ayant commandé l'unité, Ivan Lioudnikov, devant un mémorial à la 138e division (années 1960 prob.).